# Мянтюниеми
Мя́нтюниеми (фин. Mäntyniemi, швед. Talludden) — одна из трёх официальных резиденций президента Финляндии, расположенная в городе Хельсинки.
В резиденции постоянно проживали Мауно Койвисто, Мартти Ахтисаари, Тарья Халонен, бывший президент Саули Нийнистё и нынешний Александр Стубб

## История
С 1940 по 1981 годы официальной жилой резиденцией президента Финляндии считался особняк Тамминиеми, но после ухода в 1981 году по состоянию здоровья с должности президента Урхо Кекконена, правительством ему было предоставлено право остаться жить в Тамминиеми, ставшего его личным «служебным» домом до 1986 года.
В 1983 году правительством Финляндии был куплен участок в 28 тысяч м² в районе Меилахти, а западном Хельсинки. Архитектурное бюро Рейма Пиетиля выиграло открытый конкурс на проектирование здания. В сентябре 1989 года начались строительные работы, а в 1993 году здание было введено в эксплуатацию. Это была первая официальная резиденция, построенная специально для президента Финляндии.
Традиционно в период рождественских праздников в резиденции происходит официальное поздравление президента с Рождеством Христовым.